# Reginald Barker
Pour les articles homonymes, voir Barker.
Reginald Barker est un réalisateur américain d'origine canadienne, né le 2 avril 1886 à Winnipeg au Canada et mort le 23 février 1945 à Pasadena en Californie.

## Biographie
Sa famille quitte le Canada lorsqu'il est nourrisson et s'installe en Écosse puis vient se fixer aux États-Unis en Californie. Très jeune il écrit des pièces de théâtre. À l'âge de dix-neuf ans, il gagne New York et fait ses débuts en 1910 dans Marie Magdeleine de Maurice Maeterlinck.
Le jeune cinéma le fascine et il entre dans la société dans laquelle Thomas Harper Ince est très influent. Ce dernier fait signer aux réalisateurs qu'il supervise des contrats où son nom apparaîtra en tête du générique. Il est ainsi difficile de savoir quels sont les films qu'il a réalisés personnellement. Barker est cité au générique, comme scénariste ou coréalisateur de films qui ont été de grands succès à l'époque: La série des Rio Jim (1914), The City of Darkness (La cité des ténèbres, 1915, The Italian (L'Italien ou le Gondolier de Venise, 1915), Hell Bound of Alaska (Terrible châtiment, 1915), Carmen of the Klondyke (Carmen du KLondyke, 1917). Le film le plus marquant est Civilisation, produit en 1916 en collaboration avec Thomas H. Ince sur un scénario de C. Gardner Sullivan.
La critique a admis qu'il était le meilleur auteur des productions de Thomas H.Ince, un de ceux qui firent du western un grand art.
Il a continué à réaliser des films dans lesquels ont tourné de grandes vedettes : Sessue Hayakawa, Myrna Loy. Dans son premier film parlant, The Toilers en 1928, il dirige Douglas Fairbanks Jr.. En 1935 il tournera son dernier film The Healer avec Mickey Rooney.
Il se retire à Pasadena en Californie où il meurt d'une crise cardiaque en 1945.

## Filmographie partielle
- 1912 : The Man They Scorned - coréalisé avec Thomas H. Ince
- 1913 : Romance of Erin
- 1913 : Borrowed Gold
- 1914 : A Relic of Old Japan - coréalisé avec Thomas H. Ince
- 1914 : L'Honneur japonais (The Typhoon)
- 1914 : La Colère des Dieux (The Wrath of the Gods)
- 1914 : Le Serment de Rio Jim (The Bargain)
- 1915 : Des fleurs pour sa gosse (The Alien) - coréalisé avec Thomas H. Ince
- 1915 : The Devil - coréalisé avec Thomas H. Ince
- 1915 : Un lâche (The Coward) - coréalisé avec Thomas H. Ince
- 1915 : The Italian
- 1915 : On the Night Stage
- 1915 : Châtiment (The Despoiler)
- 1916 : The Stepping Stone - coréalisé avec Thomas H. Ince
- 1916 : Le Sang des Grimsby (Jim Grimsby's Boy)
- 1916 : Civilisation (Civilization) - coréalisé avec Thomas H. Ince et Raymond B. West
- 1916 : Pour sauver sa race (The Aryan) - coréalisé avec William S. Hart et Clifford Smith
- 1917 : Happiness
- 1917 : Golden Rule Kate
- 1918 : Les Jeux du sort (The Turn of the Wheel)
- 1918 : La Bête féroce (The Hell Cat)
- 1918 : Carmen du Klondike (Carmen of the Klondike)
- 1918 : Madame Qui ? (Madam Who)
- 1918 : Shackled
- 1919 : La Marque sanglante (The Brand)
- 1919 : La Flamme du désert (Flame of the Desert)
- 1919 : Rédemption (The Girl from Outside)
- 1919 : Le Portrait de Mrs Bunning (Bonds of Love)
- 1919 : Dolorès (The Stronger Vow)
- 1919 : Le Revenant (Shadows)
- 1920 : La Galère infernale (Godless Men)
- 1920 : La Femme et le Pantin (The Woman and the Puppet)
- 1921 : La Pauvreté des riches (The Poverty of Riches)
- 1921 : Le Vieux Nid (The Old Nest)
- 1922 : La Tourmente (The Storm)
- 1923 : Le Vertige du plaisir (Pleasure Mad)
- 1923 : Le Train rouge (Hearts Aflame)
- 1923 : L'Éternel Combat (The Eternal Struggle)
- 1924 : Le Roi du turf (The Dixie Handicap)
- 1924 : Les Naufragées de la vie (Women Who Give)
- 1925 : Le Désert blanc (The White Desert)
- 1925 : La Rançon (The Great Divide)
- 1925 : Quand la porte s'ouvrit (When the Door Opened)
- 1926 : The Flaming Forest
- 1928 : Les Forçats de la nuit (The Toilers)
- 1929 : Roman vécu (en) (Seven Keys to Baldpate)
- 1929 : La Dame de cœur (The Mississippi Gambler)
- 1929 : Nouvelle-Orléans (New Orleans)
- 1929 : The Great Divide
- 1930 : Le Suprême Enjeu (en) (Hide-Out) de Reginald Barker
- 1935 : L'Amour est maître (The Healer)